# Lilian Mercedes Letona
Lilian Mercedes Letona (24 tháng 9 năm 1954 - 1 tháng 8 năm 1983), là một nhà du kích và nhà cách mạng cộng sản người Salvador, thành viên của Mặt trận Giải phóng Quốc gia Farabundo Martí (FMLN). Cũng được biết đến với " nom de guerre " Comandante Clelia (Chỉ huy Clelia), bà tham gia cuộc nội chiến Salvador.

## Tiểu sử
Sinh năm 1954 tại Turín, một thị trấn nằm ở Sở Ahuachapán, bà là con gái của một giáo viên trường học và một nữ thương nhân nhỏ. Tốt nghiệp năm 1972 về hội họa, bà là thành viên của một phong trào sinh viên trước khi tham gia Ejército Revolucionario del Pueblo (ERP - Quân đội Cách mạng Nhân dân), trong khi thúc đẩy sự hợp nhất của chị gái của mình là Mercedes del Carmen Letona (nom de guerre Comandante Luisa), người sau này trở thành người chịu trách nhiệm của Radio Venceremos.
Từ năm 1973, Clelia đã hợp nhất nhiều công nhân của nhà máy "Cinturón Obrero" của San Salvador, trong đơn vị công nhân bí mật của ERP. Bà tham gia du kích đô thị và tham gia các hoạt động vũ trang và tuyên truyền cách mạng. Vào tháng 1 năm 1974, ở tuổi 19, bà đã chui xuống đất để tránh các cuộc khủng bố và tham gia vào cuộc đấu tranh vũ trang, nơi bà tham gia xây dựng Partido de la Revolución Salvadoreña (PRS-ERP - Đảng Cách mạng Salvador, một trong những đối tượng sáng lập FMLN)  trở thành thành viên của ủy ban trung ương vào năm 1977. Là thành viên của nó, bà chịu trách nhiệm về bữa tiệc và tham gia vào việc chuẩn bị cuộc tổng tấn công năm 1981 quanh thành phố San Salvador, khi bà bị bắt Ngày 11 tháng 2.
Trong 22 ngày, Clelia ở lại với điều kiện desaparecida trong một nhà tù bí mật của Policía Nacional (Cảnh sát Quốc gia), nơi bà được Hội Chữ thập đỏ Quốc tế tìm thấy và chuyển đến nhà tù nữ Ilopango. Bà được chính phủ Álvaro Magaña trả tự do vào tháng 6 năm 1983. Sau đó, bà gia nhập mặt trận quân sự phía đông bắc Francisco Sánchez của FMLN. Hai tháng sau bà chết trong trận chiến.

## Phương tiện truyền thông
- Một bài hát năm 1985 của ca sĩ người Salvador, Eduardo Cutumay Camones được đặt tên là Comandante Clelia. Bài hát này là một phần của album Por Eso Luchamos [7]
- Bộ phim tài liệu năm 1984 Commander Clelia: Polison Prisoner [8] dựa trên các cuộc phỏng vấn của 5 người phụ nữ, bao gồm Lilian Letona, bị giam cầm trong nhà tù Ilopango của phụ nữ Salvador [9]
- Trong một bài hát năm 1992 của nhóm Banda Bassotti người Ý, tên là Figli della stessa rabbia, Chỉ huy Clelia đã được trích dẫn với các nhà mácxít cách mạng khác.[10] Bài hát là một phần của album đồng âm [11]